# Taeromys callitrichus
Taeromys callitrichus is een knaagdier uit het geslacht Taeromys dat voorkomt op 600 tot 1100 m hoogte in het noordoosten van Celebes en op 700 tot 2260 m in het midden. Deze soort is waarschijnlijk het nauwste verwant aan Taeromys microbullatus uit het zuidoosten van Celebes, en verder aan Taeromys arcuatus uit het oosten en een onbeschreven soort uit het midden. Omdat T. callitrichus moeilijk te vangen is zijn er niet veel exemplaren bekend. Het is de grootste soort van het geslacht.
Oorspronkelijk is deze soort beschreven op basis van 12 exemplaren, waarvan er drie werkelijk T. callitrichus zijn. De anderen zijn exemplaren van Paruromys dominator (één exemplaar), Rattus hoffmanni (ook één), Bunomys chrysocomus (drie) en Bunomys fratrorum (vier). T. callitrichus is in de loop der tijd in Mus, Eropeplus, Lenomys en Rattus geplaatst.